# Кхыонг Тхи Хонг Ньюнг
Кхыонг Тхи Хонг Ньюнг (вьет. Khương Thị Hồng Nhung; род. 2 января 1972) — вьетнамская шахматистка, международный мастер среди женщин (1994).

## Биография
В 1991 году стала чемпионкой Вьетнама. В том же году Кхыонг Тхи Хонг Ньюнг участвовала в межзональном турнире по шахматам, проходившем в Суботице. В этом турнире она набрала 4 очка из 13 и поделила 32—33-е места вместе с аргентинской шахматисткой Клаудией Амурой (в соревновании играли 35 шахматисток). В 1994 году ФИДЕ удостоила её звания международного мастера среди женщин (WIM).

## Изменения рейтинга
| Графики недоступны из-за технических проблем. См. информацию на Фабрикаторе и на mediawiki.org. |